# Ramin Ott
Ramin Ott (Pago Pago 22 de junio de 1986) es un futbolista samoamericano que actualmente integra el ejército de los Estados Unidos.

## Carrera
Debutó en el 2000 jugando para el Konica FC y en 2005 llega a San Marino en estado de cedible a jugar en el Associazione Calcio Virtus sin mucho éxito y en 2008 emigró a Nueva Zelanda para ser parte de la escuadra del Bay Olympic.

### Clubes
| Club                       | País            | Año         |
| -------------------------- | --------------- | ----------- |
| Konica FC                  | Samoa Americana | 2000 - 2008 |
| Associazione Calcio Virtus | San Marino      | 2005        |
| Bay Olympic                | Nueva Zelanda   | 2008 - 2009 |

### Selección nacional
Representando a Samoa Americana disputó los Juegos del Pacífico Sur 2007, en donde convirtió un gol ante las Islas Salomón. Cuatro años más adelante le anotó a Tonga en una victoria por 2-1 en el marco de la clasificación a la Copa de las Naciones de la OFC 2012, lo que representó la segunda victoria del seleccionado en su historia y la primera desde 1983.